# Buschgotthardshütten

Die Buschgotthardshütte mit Siedlung um 1900

Buschgotthardshütten (mundartlich auch Boschgotthardshütten) war eine Hüttensiedlung Weidenaus und von 1622 bis 1937 eigenständige Gemeinde im nördlichen Siegener Stadtgebiet im Kreis Siegen.
1467 baute Gotthard Busch eine Hammerhüttenanlage im späteren Ortsgebiet auf. Die wachsende Siedlung trennte sich im Jahr 1622 von Weidenau und bildete eine eigenständige Gemeinde im Amt Weidenau, deren Kirchspiel erst Siegen und ab 1874 Weidenau war. Am 1. April 1902 und am 26. Juni 1912 wurden jeweils Teile der Gemeinde Buschgotthardshütten (40 ha und 51 ha) in die Stadt Siegen eingegliedert. Ab 1927 gehörte der Ort dem Amtsgericht und Finanzamt Siegen sowie der Post in Weidenau an.
1925 hatte die Gemeinde Buschgotthardshütten eine Gesamtfläche von 256,53 ha und zählte 543 Einwohner, davon waren 461 evangelisch, 70 katholisch und zwölf gehörten zu anderen Konfessionen. Neben der Freiwilligen Feuerwehr Buschgotthardshütten bestanden Elektrizitäts-, Gas- und Wasserversorgungen. Ein Sportplatz und ein Erholungsheim waren eingerichtet. Die Gemeindevertretung zählte sieben Sitze.
Am 1. April 1937 wurde die Gemeinde Buschgotthardshütten aufgelöst und auf die Stadt Siegen (104 ha) und die Gemeinde Weidenau (143 ha) aufgeteilt. Ab dem 1. Juli 1966 gehört der Weidenauer Teil zur neuen Stadt Hüttental. Seit dem 1. Januar 1975 gehört die gesamte ehemalige Gemeinde Buschgotthardshütten zu Siegen.
Teil der ehemaligen Gemeinde Buschgotthardshütten war die Siedlung Charlottental.

## Abriss und Ende
Nach dem Entschluss der Landesregierung zum Bau einer großen Umgehungsstraße für Siegen begannen Anfang 1970 bereits die ersten Abrissarbeiten.
Der Abriss dauerte in Teilen bis 1975 und beendete damit die Geschichte des Ortes Buschgotthardtshütten.
An der Stelle, wo sich einstmals der Ortskern befand, steht heute die Hüttentalstraße B62 / B54 mit der Abzweigung nach Weidenau und nach Dreis-Tiefenbach.
An den Ort selbst erinnert heute nur sehr wenig, vereinzelte Häuser sind aber erhalten geblieben.

## Einwohnerzahlen
| Jahr      | 1861 | 1885 | 1910 | 1925 |
| --------- | ---- | ---- | ---- | ---- |
| Einwohner | 190  | 515  | 397  | 541  |